# Pedro Fernandes de Bragança
Pedro Fernandes de Bragança (antes de 1130 - depois de 1195), foi senhor de Bragança, um rico-homem e cavaleiro medieval do reino de Portugal e ainda mordomo-mor de D. Afonso Henriques entre os anos de 1169 e 1175, e depois na corte dos primeiros anos de D. Sancho I até 1194.

## Primeiros anos
Pedro era filho primogénito de Fernão Mendes II de Bragança e da sua primeira esposa, Teresa Soares da Maia, pertencendo desta forma a uma das mais notáveis linhagens do Reino de Portugal, os Bragançãos. Esta família reveste-se de especial importância, pois para além do seu domínio incontestável na atual região de Trás-os-Montes, que integrava os seus domínios fronteiriços, que podiam facilmente mudar a fação do reino que apoiava (entre Portugal e Leão), destacava-se a sua reputação de valentes guerreiros. A acrescentar a estas qualidades, e a acreditar nos Livros de Linhagens, o seu trisavô, Fernão Mendes I, teria casado com uma infanta filha de Afonso VI de Leão, dando-lhe desta forma um poder equiparável ao do seu suposto cunhado Henrique de Borgonha.

## Na corte
Quando se compara a sua carreira curial com a do seu irmão, Pedro surgiu relativamente tarde na corte (1162), pois o seu irmão mais novo, Mem Fernandes II de Bragança, havia sido já alferes-mor entre 1146 e 1147, e migrara para Leão em 1156, onde desempenhara nova alferesia.

### Em Portugal
Pedro Fernandes terá aparecido na corte pela primeira vez em dezembro de 1162, quando confirma o foral concedido a Mós. Por esta altura deteria já o cargo de tenente de Bragança que lhe foi atribuído, tradicional na família e geralmente na posse dos seus chefes. Em 1186 surgiu também com a tenência de Viseu.
O seu casamento com Fruilhe Sanches de Celanova era já tradicional na linhagem no que diz respeito ao seu caráter régio, uma vez que a mulher era, pelo lado materno, sobrinha de Afonso I de Portugal. Ao mesmo tempo, por esta mesma ligação, era sua "co-irmã", já que Sancha Henriques, a referida irmã daquele monarca, era também sua madrasta. Aparte a ligação muito próxima entre os nubentes, Pedro tentou aproximar-se também de magnates influentes na corte, e o pai de Fruilhe, Sancho Nunes de Celanova, fora um deles, dado que combatera na Batalha de São Mamede ao lado do então infante Afonso contra a fação da mãe deste, Teresa de Leão.
Contudo, foi a Mordomia-mor, ao lado do cunhado, Vasco Sanches de Celanova, que fez com que Pedro de facto sobressaísse na corte. Os dois cunhados parecem desempenhar o cargo simultaneamente até 1172, data a partir da qual Pedro começa a confirmar-se como único mordomo, e assim se manteria até 1175, quando foi substituído. 
Apesar de ter sido destituído, Pedro continua a estar documentado, pelo menos em Portugal, até 1190.

### Em Leão
À semelhança do seu irmão, é provável que em determinado momento tenha deixado a corte portuguesa para se instalar em Leão, onde terá servido Afonso IX, dado que surge em 1193 como tenente da Extremadura. Pedro poderia na verdade estar a desempenhar o cargo desde 1190, e ter continuado a exercê-lo até 1195. 
Pedro está documentado até 1195, tendo provavelmente falecido pouco depois desta data.

## Papel fundiário
Pedro e Fruilhe eram proprietários de diversos bens em vários julgados transmontanos. Pedro herdou os haveres das localidades de Torre de Dona Chama e vizinhas, no concelho de Mirandela. A freguesia de Algeriz é referenciada nas inquirições como uma povoação honrada, pertença de filhos e netos de D. Pedro Fernandes de Bragança, bem como da Ordem do Hospital. Esta ordem foi uma das mais beneficiadas pelas doações de Pedro e da sua esposa, que incidiam sobretudo nas terras de Mirandela e Ledra, como o couto de Sambade, em Alfândega da Fé. 
Ainda nesse julgado, Pedro doou a freguesia de Vilarelhos, situada na margem esquerda da Ribeira da Vilariça, no vale da Vilariça (no coração do nordeste transmontano) ao Mosteiro do Bouro.

## Matrimónio e descendência
Pedro desposou, em data incerta, Fruilhe Sanches de Celanova, filha de Sancho Nunes de Celanova e de D. Sancha Henriques, infanta de Portugal, de quem teve:
- Garcia Pires de Bragança "Ledrão",[7] provavelmente o filho mais velho,[1] casou com Gontinha Soares de Tougues;[7]
- Fernão Pires de Bragança,[1] casou com uma asturiana e foi pai de Fernão Fernandes de Bragança;[7]
- Vasco Pires de Bragança,[1] casou com Sancha Pires de Baião;[7]
- Nuno Pires de Bragança, teve filhos com Maria Fogaça;[7]
- Sancha Pires de Bragança, casou com Ermígio Mendes de Ribadouro;[7]
- Teresa Pires I de Bragança, casou com Afonso Hermiges de Baião.[7]